# Amphibolurus
Genre
Amphibolurus est un genre de sauriens de la famille des Agamidae.

## Répartition
Les quatre espèces de ce genre sont endémiques d'Australie.

## Liste des espèces
Selon The Reptile Database (9 juillet 2018) :
- Amphibolurus burnsi (Wells & Wellington, 1985)
- Amphibolurus centralis (Loveridge, 1933)
- Amphibolurus muricatus (White, 1790)
- Amphibolurus norrisi (Witten & Coventry, 1984)

## Taxinomie
L'espèce Amphibolurus nobbi Witten, a été déplacée dans le genre Diporiphora, sous le nom de Diporiphora nobbien 1972.

## Publication originale
- Wagler, 1830 : Natürliches System der Amphibien : mit vorangehender Classification der Säugethiere und Vögel : ein Beitrag zur vergleichenden Zoologie. München p. 1-354 (texte intégral).